# 太阳照在桑干河上
《太陽照在桑河上》是中國作家丁玲的长篇小说，描寫1946年華北農村的土地改革運動。
1946年丁玲開始撰寫，至1948年完成，小说以桑干河边暖水屯为背景，真實地反映出華北農村的土地改革，角色包含张裕民、程仁等先進農民，钱文贵等地主。坂井徳三将此书翻译为日文。

## 榮譽
1951年獲斯大林奖文学二等奖。